# Coarnele Caprei
Coarnele Caprei – wieś w Rumunii, w okręgu Jassy, w gminie Coarnele Caprei. W 2011 roku liczyła 2229 mieszkańców.